# Étreillers

Étreillers este o comună în departamentul Ain, Franța. În 1 ianuarie 2022 avea o populație de 1.176 de locuitori.